# Diocèse de Senez
Le diocèse de Senez (en latin : Dioecesis Senecensis) est un ancien diocèse de l'Église catholique en France, dont le siège est situé dans les Alpes-de-Haute-Provence sur la commune homonyme dans la vallée de l'Asse à proximité de Barrême et Castellane.
Il aurait été formé au VIe siècle, de la fusion de ceux de Salinae (à Castellane) et de Eturamina (situé aujourd'hui sur les deux communes de Thorame-Haute et Thorame-Basse dans le Haut Verdon). Malgré la faible importance relative du village par rapport à la ville voisine Castellane, il fut maintenu des siècles durant sans interruption jusqu'à la période révolutionnaire. Il a été rattaché au diocèse de Digne.
Le titre de Senez est restauré en 2009 en tant que siège titulaire, attribué à des évêques n'ayant pas juridiction sur un diocèse.

## Évêques

### Évêques titulaires
Le diocèse de Senez est restauré en 2009 comme siège titulaire.
- Glandas Toussaint, évêque auxiliaire de Port-au-Prince (2011-2018) ;
- Alain Guellec, évêque auxiliaire de Montpellier (2019-2022) ;
- Thierry Brac de La Perrière, évêque auxiliaire de Lyon (depuis 2023).